# ستيفانيا فيراريو
ستيفانيا فيراريو (بالإنجليزية: Stefania Ferrario)‏ (من مواليد ستيفاني دينيس كايتلي ؛ 14 يونيو 1993) عارضة أزياء أسترالية.

## سيرتها
ولدت فيراريو في كانبيرا بأستراليا لأم إيطالية وأب إنجليزي. هي حاليًا واجهة خط ديتا فون تيسي للملابس الداخلية من لمتجر ماير الأسترالي، وعملت سابقًا مع Gok Wan for Target (أستراليا) وغيرها من العلامات التجارية الأسترالية مثل Sportsgirl و Berlei ، وهي تعمل في الخارج في المتاجر الإيطالية Fiorella Rubino ، تدفق الملابس في ماليزيا وملابس السباحة للجميع. 

## روابط خارجية
- ستيفانيا فيراريو على إنستغرام
- #droptheplus website